# Dynspröding
Dynspröding (Psathyrella ammophila) är en svampart som först beskrevs av Durieu & Lév., och fick sitt nu gällande namn av Peter D. Orton 1960. Dynspröding ingår i släktet Psathyrella och familjen Psathyrellaceae. Arten är reproducerande i Sverige. Inga underarter finns listade i Catalogue of Life.